# 栃木県道142号通洞停車場線
栃木県道142号通洞停車場線（とちぎけんどう142ごう つうどうていしゃじょうせん）は、栃木県日光市を通る超短距離の一般県道である。

## 路線概要
- 指定：1961年（昭和36年）4月1日
- 距離：0.055km
- 起点：栃木県日光市足尾町松原（わたらせ渓谷鐵道通洞駅）
- 終点：栃木県日光市足尾町（国道122号交点）

## 通過する自治体
- 栃木県
  - 日光市

## 沿線施設
- わたらせ渓谷鐵道わたらせ渓谷線 通洞駅